# 苍鹰原盒螺
苍鹰原盒螺（学名：Eocylichna soyoae）舊屬三叉螺科原盒螺属，今屬盒螺總科盒螺科。
WoRMS認為本物種是Relichna venustula (A. Adams, 1862)的異名。

## 分佈
分布于日本以及中国大陆的广东等地，属于暖水性种类。其多栖息于潮间带低潮线-潮下带水深数十米的砂质底。

## 外部連結
- 維基物種上的相關：苍鹰原盒螺